# Reptilian
Reptilian – piąty album studyjny norweskiej grupy muzycznej Keep of Kalessin. Wydawnictwo ukazało się 10 maja 2010 roku nakładem wytwórni muzycznej Indie Recordings.
Promujący płytę utwór "The Dragontower" podczas eliminacji do konkursu Eurowizji w Norwegii.
Album zadebiutował na 2. miejscu norweskiej listy sprzedaży.

## Lista utworów
Źródło.
| Nr | Tytuł utworu               | Długość |
| -- | -------------------------- | ------- |
| 1. | „Dragon Iconography”       | 07:30   |
| 2. | „The Awakening”            | 08:19   |
| 3. | „Judgement”                | 05:10   |
| 4. | „The Dragontower”          | 04:43   |
| 5. | „Leaving The Mortal Flesh” | 04:25   |
| 6. | „Dark As Moonless Night”   | 05:50   |
| 7. | „The Divine Land”          | 06:47   |
| 8. | „Reptilian Majesty”        | 14:13   |
|    |                            | 56:57   |

## Wydania
| Rok  | Nr katalogowy | Format      | Wytwórnia        | Region   | Źródło |
| ---- | ------------- | ----------- | ---------------- | -------- | ------ |
| 2010 | INDIE033CDL   | CD, Album   | Indie Recordings | Norwegia | [ 7 ]  |
| 2010 | INDIE033LP    | 2xLP, Album | Indie Recordings | Norwegia | [ 7 ]  |